# Chamaita nympha
Chamaita nympha är en fjärilsart som beskrevs av Moore 1887. Chamaita nympha ingår i släktet Chamaita och familjen björnspinnare. Inga underarter finns listade i Catalogue of Life.